# Nordkjosbotn
Nordkjosbotn (nordsamiska: Gárgán) är en tätort i Balsfjords kommun i Troms fylke i norra Norge, med drygt 400 invånare. Orten ligger vid korsningen mellan vägarna E6 och E8.